# La Nouvelle Tribune (Bénin)
Pour l’article homonyme, voir La Nouvelle Tribune (Maroc).
La Nouvelle tribune est un journal béninois. Créé en novembre 2001, ce quotidien diffuse l'actualité nationale et internationale, auprès d'un public francophone. Il fait partie de la liste des journaux au Bénin autorisés par la Haute autorité de l'audio visuel et de la communication (HAAC).

## Historique
La première édition du quotidien béninois La Nouvelle tribune est diffusée en 2001, après avoir été élaborée dans les locaux de son siège, à Cotonou,. Une version internet est mise en ligne en mars 2008. À partir de 2014, celle-ci devient autonome, grâce à une couverture internet du pays toujours plus étendue et des rentrées publicitaires accrues.
En mai 2018, la Haute Autorité de l’audiovisuel et de la communication (HAAC) du Bénin, un organisme gouvernemental chargé de la régulation des médias, fait suspendre la parution du journal, à la suite de la publication, dans ses colonnes, d'une série de propos jugés injurieux à l'endroit du chef de l'État en exercice Patrice Talon,. Diverses associations professionnelles, la coalition des défenseurs des droits humains du Bénin et l'ambassadeur de l'Union européenne sont intervenus afin d'obtenir des éclaircissements au sujet de cette sanction à l'encontre d'un journal réputé pour sa critique du pouvoir en place,. Portant l'affaire devant la justice, le quotidien obtient gain de cause l'année suivante. Mi-mai 2019, par décision de la Cour d'Appel de Cotonou, la HAAC est contrainte de lever son interdiction de publication.

## Organisation
En 2017, la rédaction du site web de La Nouvelle tribune est composée de dix salariés dont quatre journalistes. Le journal couvre aussi bien l'actualité béninoise, notamment dans le domaine de la politique, que l'actualité internationale, le sport, l'économie et la culture.